# Albor Tholus
Albor Tholus ist ein erloschener Schildvulkan im Gebiet Elysium Planitia auf dem Planeten Mars. Er liegt südlich der benachbarten Vulkane Elysium Mons und Hecates Tholus.
Albor Tholus ist 4,5 km hoch und besitzt an der Basis einen Durchmesser von 160 km. Seine Caldera hat einen Durchmesser von 30 km und ist 3 km tief. Im Vergleich zu irdischen Vulkanen ist die Caldera ungewöhnlich tief.
Auswertungen der Marssonde Mars Express haben ergeben, dass die Vulkane der Elysium-Region über lange Zeiträume aktiv waren. Größere Eruptionen von Albor Tholus fanden vor 2,2 und 1,6 Mrd. sowie vor 500 Mio. Jahren statt.